# ヴィボー・スタディオン
ヴィボー・スタディオン（Viborg Stadion）は、デンマーク・中央ユラン地域ヴィボーにあるサッカー専用スタジアム。ヴィボーFFがホームスタジアムとして使用している。

## 概要
1931年の開場以来ヴィボーFFがホームスタジアムとして使用しており、2015年からはデンマーク女子代表も定期的に試合を行っている。
開場から約70年の月日が経った2001年、スタジアムの基礎を残してそれ以外を取り壊す大規模な改修工事を発表した。着工から1年後に完成した新スタジアムは暖房完備に加えて全席屋根付きの近代的なスタジアムへと生まれ変わった。その後も2007年までスタジアム周辺の駐車場や野外グラウンドの整備が行われ、2008年の4月には得点や試合経過などを表示させる大型液晶がスタジアム内部の北と南に設置された。
2011年10月、公共事業を主に手掛けるEnergi Viborg社に命名権を売却し、エネルギ・ヴィボー・アレナ (Energi Viborg Arena)と命名された。

## 開催された主な試合
- 国際Aマッチ

| 日付         | ホームチーム | 結果 | アウェーチーム | 大会     | 観客    |
| ------------ | ------------ | ---- | -------------- | -------- | ------- |
| 2015年6月8日 | デンマーク   | 2-1  | モンテネグロ   | 親善試合 | 9,180人 |

- UEFA U-21欧州選手権2011

## ギャラリー

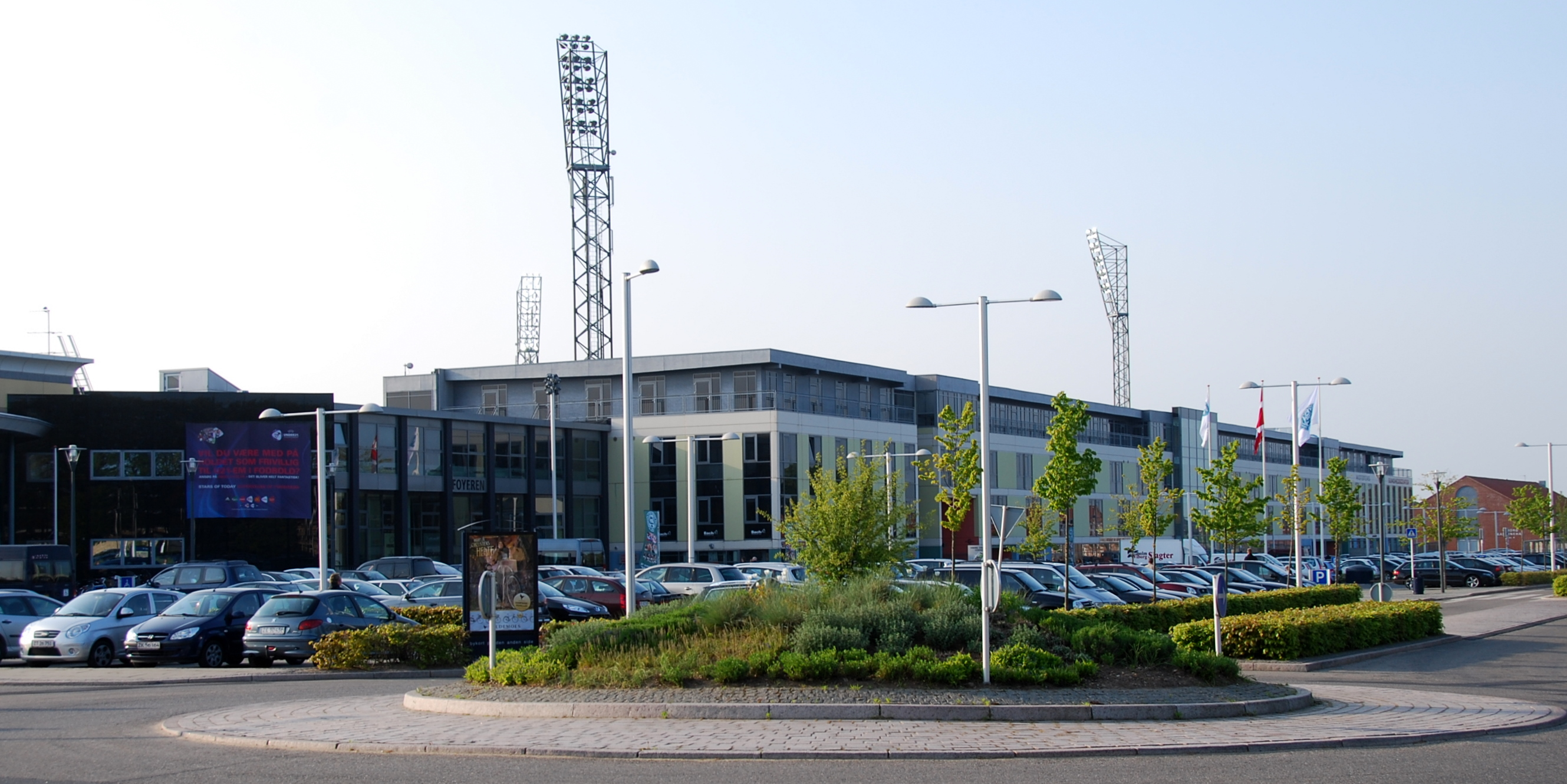
外観
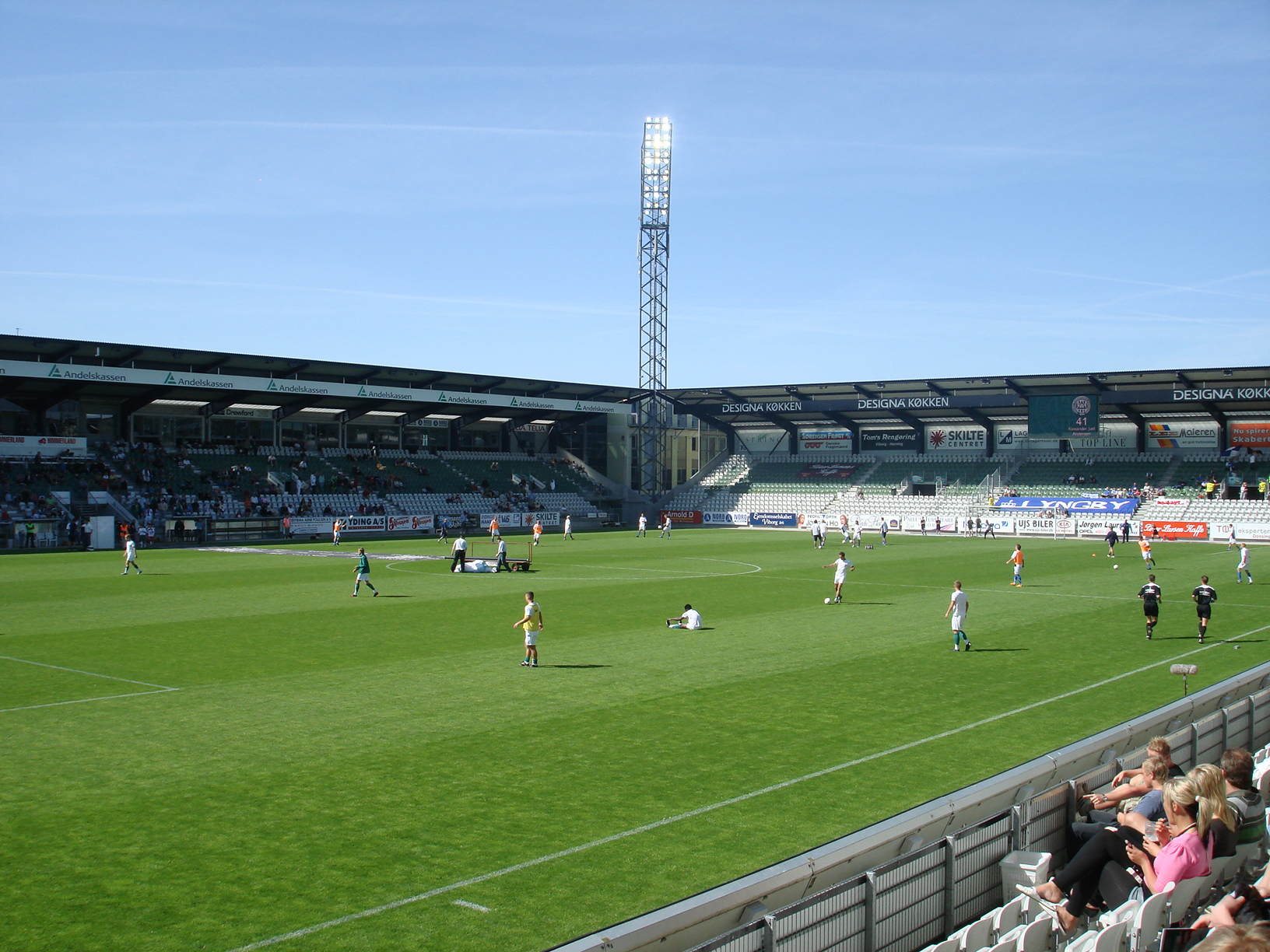
内観
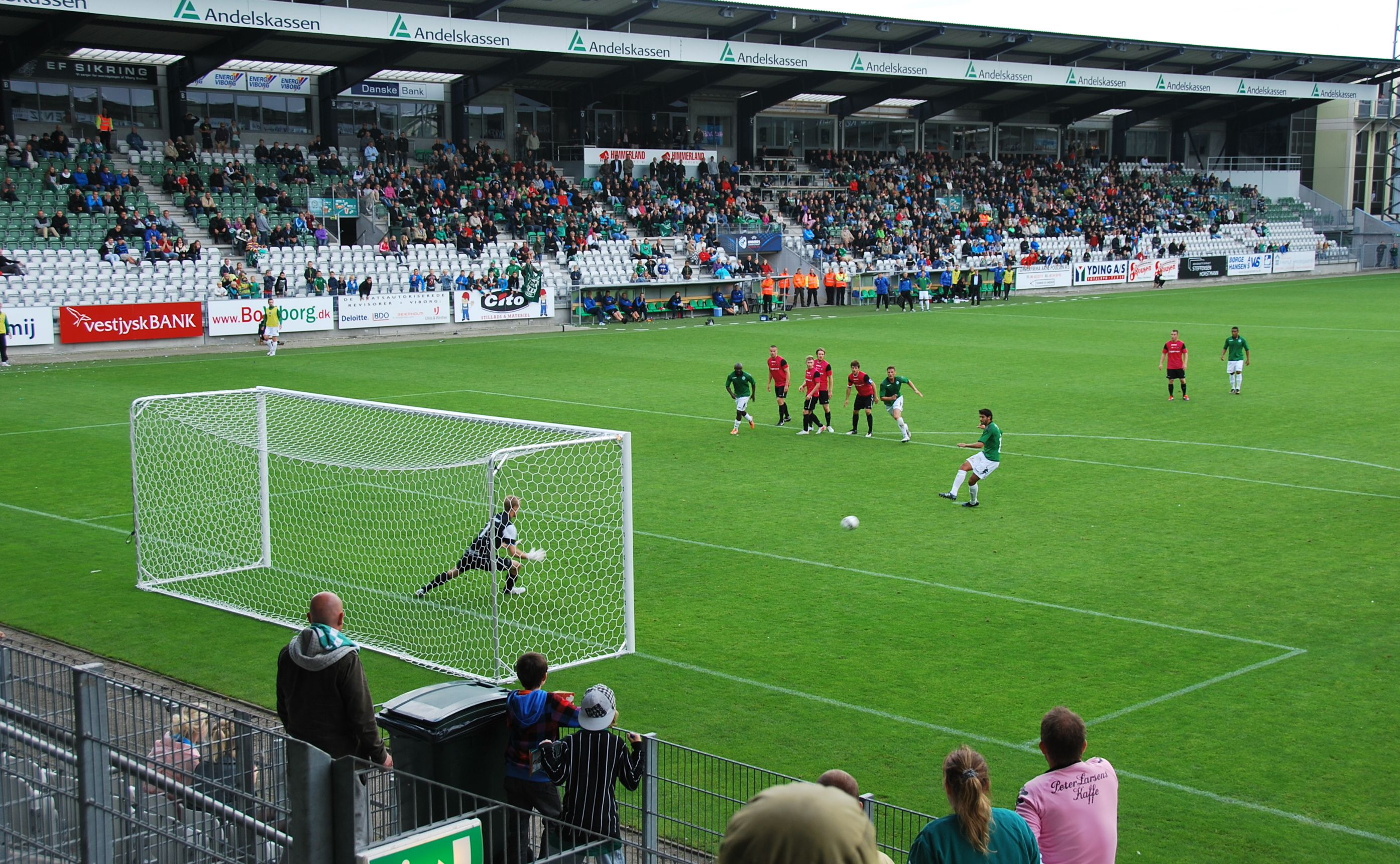
試合中のスタジアム